# Seututie 774
Pour les articles homonymes, voir Route 774.
La route régionale 774 (finnois : Seututie 774) est une route régionale allant de Kalajoki à Sievi en Finlande,,.

## Présentation
La seututie 774 est une route régionale d'Ostrobotnie du Nord.
La route par du village Tynkä de Kalajoki, traverse Rautia et se termina à Jyrinki à environ 4 km du centre de Sievi après un parcours de 39 kilomètres.
Entre Tynkä et Rautio la route suit la rivière Vääräjoki qui est un affluent du fleuve Kalajoki.

## Parcours
- Kalajoki
  - Tynkä
  - Typpö
  - Rautio
- Sievi
  - Sievi
  - Markkula
  - Jyrinki